# Calmont (Aveyron)
Calmont – miejscowość i gmina we Francji, w regionie Oksytania, w departamencie Aveyron. W 2013 roku jej populacja wynosiła 2049 mieszkańców. Przez gminę przepływa rzeka Viaur. 

## Zabytki
Zabytki w miejscowości posiadające status monument historique:
- zamek (fr. château de Calmont)
- krzyż przydrożny (fr. croix de chemin)
- targowisko (fr. halle)
- kapliczka w osadzie Ceignac (fr. oratoire de Ceignac)